# V461 Возничего
V461 Возничего (лат. V461 Aurigae), HD 48713 — двойная звезда в созвездии Возничего на расстоянии приблизительно 3460 световых лет (около 1061 парсека) от Солнца. Видимая звёздная величина звезды — от +9,56m до +9,41m.

## Характеристики
Первый компонент — оранжево-красный гигант, пульсирующая медленная неправильная переменная звезда (LB:) спектрального класса K5, или M2, или M6. Масса — около 1,273 солнечной, радиус — около 84,35 солнечных, светимость — около 1037,388 солнечных. Эффективная температура — около 3567 K.
Второй компонент — красный карлик спектрального класса M. Масса — около 124,47 юпитерианских (0,1188 солнечной). Удалён на 1,621 а.е..